# Den som inte tar bort luddet ska dö
Den som inte tar bort luddet ska dö är en bok skriven av ståuppkomikern David Batra och som utgavs den 6 maj 2008. Boken är Batras andra, efter Vän av ordning från 2005. Fotografierna i boken är tagna av Pontus Thorén. Formgivare är Joakim Thörn. I boken har Batra samlat olika lappar som, medvetet eller omedvetet, är skrivna på ett humoristiskt sätt. Nedan visas ett citat ur boken.
| ”                                       | Morgondagen inställd på grund av bristande intresse! | „ |
| – På dörren till Medborgarhuset i Eslöv |                                                      |   |

Julen 2008 släpptes en speciell julutgåva av boken, med titeln Den som spikar på julafton har allvarliga problem. Specialutgåvan fick en ny titel och ett nytt omslag, men innehållet är detsamma.